# Hoofdwacht (Haarlem)
De Hoofdwacht aan de Grote Markt 17 van Haarlem is een van de oudste monumenten van Haarlem. De aanduiding hoofdwacht verwijst naar de functie die het waarschijnlijk 13e-eeuwse gebouw vanaf de 18e eeuw had voor de schutterij die als stadwacht fungeerde. Het gebouw is een rijksmonument.

## Geschiedenis
Historische gegevens en bouwsporen duiden erop dat de oudste delen van het gebouw uit het midden of de tweede helft van de 13e eeuw stammen. De oostelijke muur aan de Smedestraat is het oudst bekende metselwerk van Haarlem, waarmee de Hoofdwacht het oudste stenen gebouw van Haarlem is. In de eerste jaren werd de Hoofdwacht gebruikt door de Graven van Holland, wanneer zij in Kennemerland verbleven. Van 1250 tot 1350 was het gebouw in gebruik als eerste Haarlemse stadhuis. Nadat het stadsbestuur in 1350 zijn intrek had genomen in het huidige stadhuis, werd de Hoofdwacht weer een woonhuis. Het gebouw bood onderdak aan verschillende voorname Haarlemse families, de benedenverdieping werd gebruikt door drukkerijen, winkels en bierkelders.

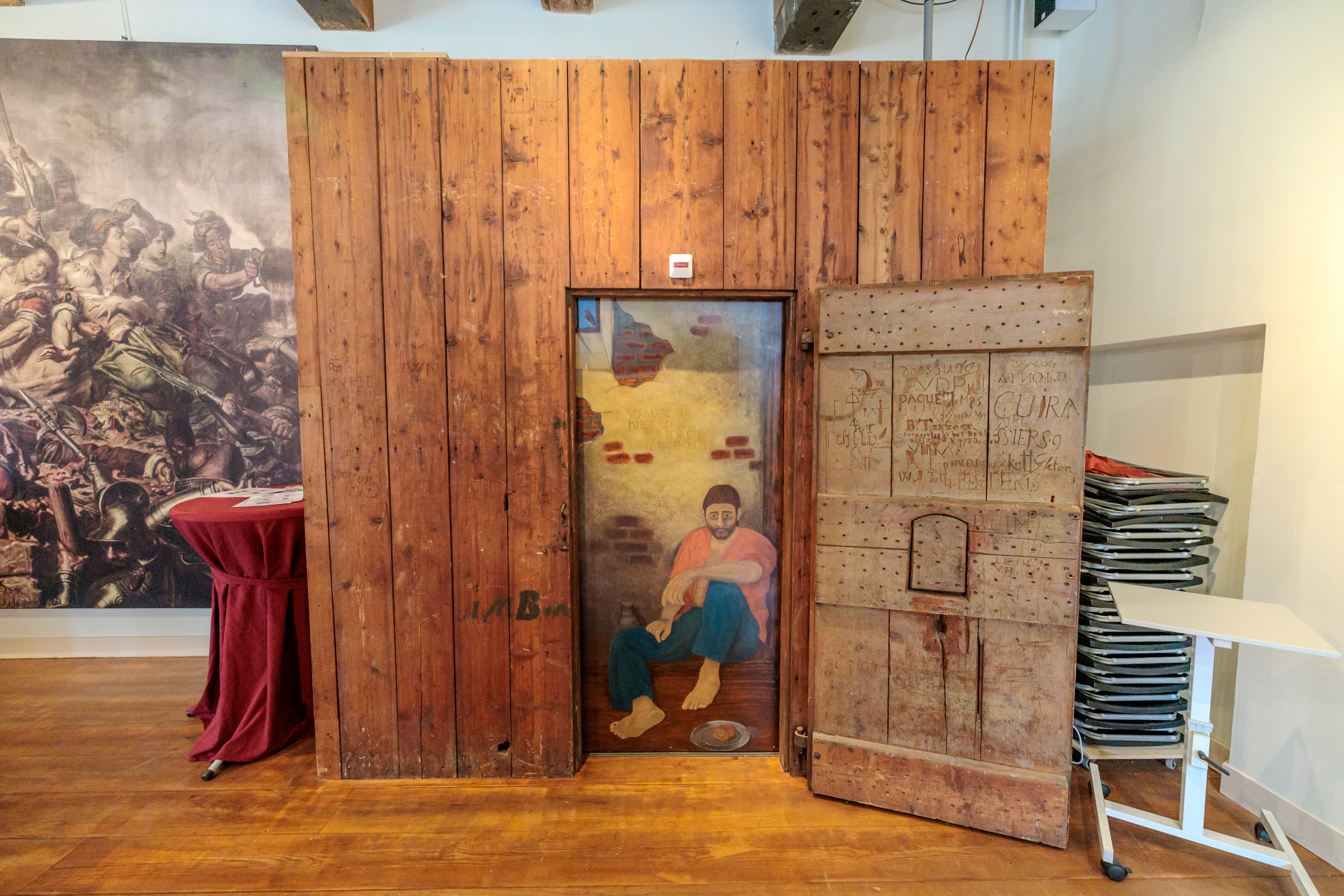
Cachot 1e verdieping Hoofwacht Haarlem

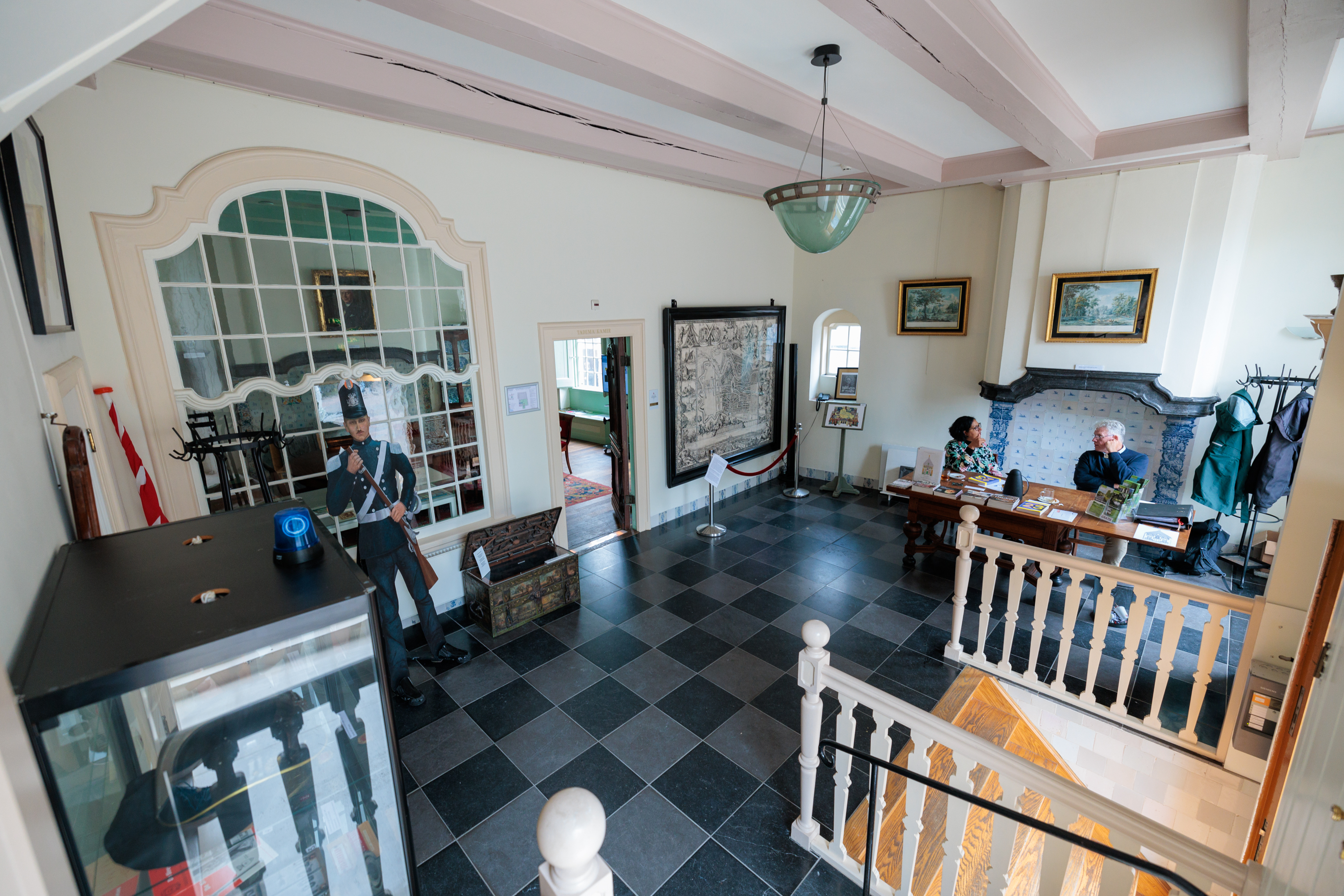
Entree Hoofdwacht tijdens openingstijden Historische Vereniging Haerlem

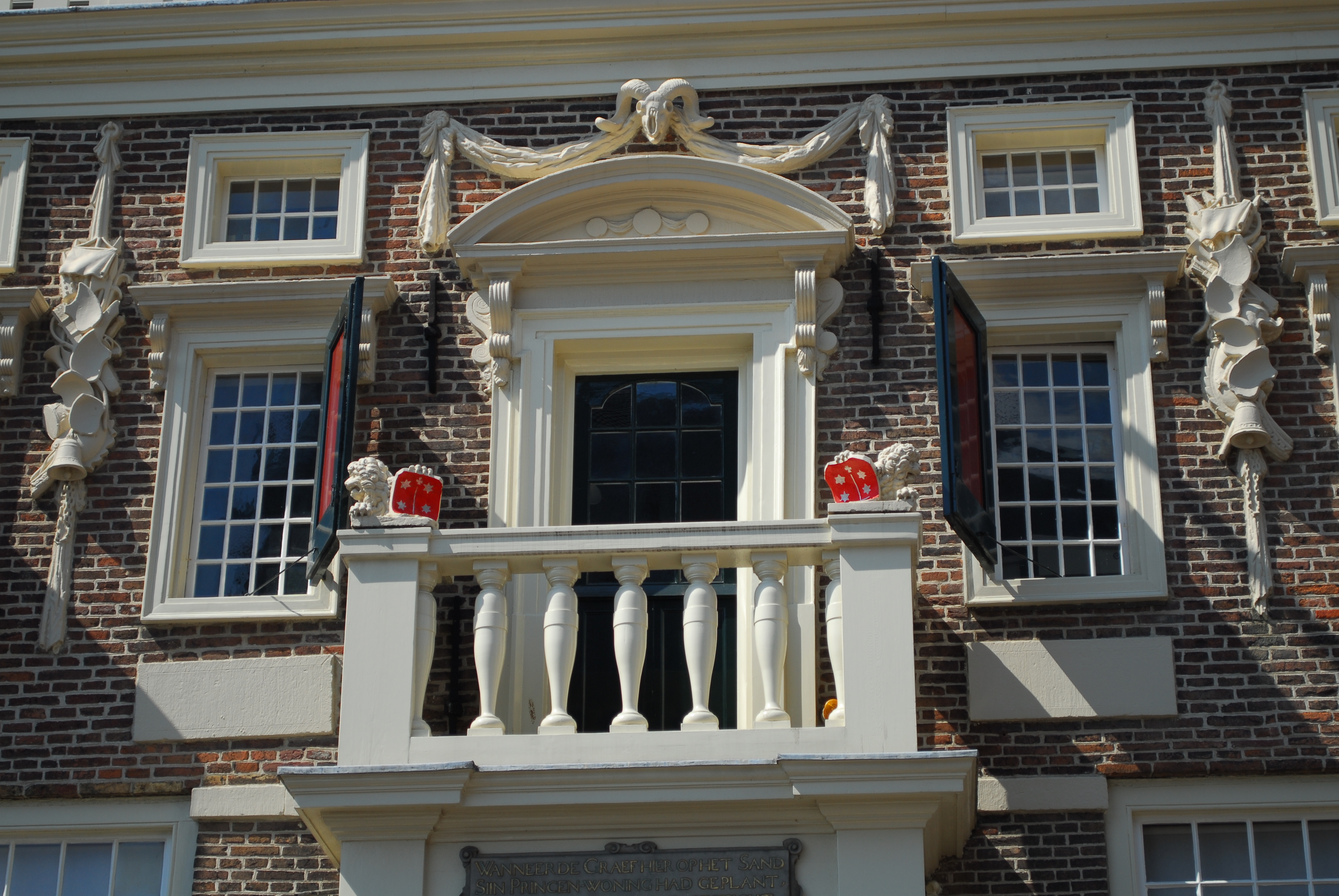
Het balkon boven de ingang

Omstreeks 1650 werd op de plaats van het oude stadhuis een particulier huis gebouwd. De gemeente kocht dit pand in 1755, waarna het in 1765 het wachtgebouw van de schutterij en later het hoofdkwartier van de huzaren werd. Op de benedenverdieping kwam de wachtkamer, op de eerste verdieping werden houten cachotten gebouwd. Vanuit deze centrale post op de Grote Markt werden de stadspoorten geopend en gesloten en werd de openbare orde gehandhaafd. Het pand werd al snel De Hoofdwacht genoemd en die naam is gebleven.
Sinds 1919 huurt de Historische Vereniging Haerlem het pand van de gemeente en gebruikt het als thuisbasis. Ter gelegenheid van het 750-jarig bestaan van de stad is de Hoofdwacht in de periode 1994 en 1995 gerestaureerd.
In het gebouw is een opmerkelijke kaart te zien, genaamd “HARLEMUM: VICIT VIM VIRTUS”. Dit is de grote kaart van Haarlem uit 1688. Het is een historisch en artistiek waardevol stuk dat een gedetailleerd beeld geeft van Haarlem in de late 17e eeuw. De Latijnse titel betekent “Deugd heeft geweld overwonnen”, wat een belangrijk thema van die tijd weerspiegelt.